# Wilhelm Nieberg
Wilhelm Hermann Nieberg (* 11. Dezember 1887 in Herford; † 20. März 1970 in Oldenburg) war ein deutscher Politiker. Von 1961 bis 1964 war Nieberg Oberbürgermeister von Oldenburg.

## Leben
Nieberg war der Sohn des Herforder Getreidehändlers Johann Friedrich Nieberg und dessen Ehefrau Hanne Friederike geb. Heuermann. Nach dem Besuch der Bürgerschule in Herford absolvierte Nieberg, der evangelischen Glaubens war, eine kaufmännische Lehre in Bad Oeynhausen. Im Jahr 1908 übernahm er eine Großhandlung in Oldenburg. Von 1914 bis 1918 nahm er als Soldat am Ersten Weltkrieg teil.
In der Weimarer Republik gehörte Nieberg der Deutschen Volkspartei an und war deren Landesvorsitzender im Land Oldenburg. Von 1919 bis 1933 war Nieberg Mitglied des Stadtrates in Oldenburg, ab 1921 gehörte er daneben auch dem Stadtmagistrat an. Von 1920 bis 1931 war er auch Mitglied des Oldenburgischen Landtages. Zunächst für die DVP gewählt, kandidierte er 1925 und 1928 auf der Liste des Landesblockes, einer Gemeinschaftsliste aus DVP und DNVP. Zum 1. Mai 1937 trat er der NSDAP bei (Mitgliedsnummer 4.111.051). Nach dem Zweiten Weltkrieg schloss er sich der CDU an und wurde deren Kreisvorsitzender in der Stadt Oldenburg.
Nach dem Zweiten Weltkrieg wurde Nieberg erneut von 1945 bis 1946 sowie von 1948 bis 1968 in den Oldenburger Stadtrat gewählt. Von 1955 bis 1957 war er Landtagsabgeordneter in Niedersachsen. Dem Deutschen Bundestag gehörte er von 1957 bis 1965 an. Er vertrat den Wahlkreis Oldenburg – Ammerland im Parlament. Vom 17. April 1961 bis zum 18. Oktober 1964 war Nieberg Oberbürgermeister von Oldenburg, nachdem er zuvor seit 1956 bereits Zweiter Bürgermeister gewesen war. Nach ihm ist die Wilhelm-Nieberg-Straße im Oldenburger Stadtteil Eversten benannt. 1962 wurde er mit dem Großen Verdienstkreuz der Bundesrepublik Deutschland ausgezeichnet. 